# Lebiasina colombia
Lebiasina colombia és una espècie de peix pertanyent a la família dels lebiasínids.

## Descripció
- Pot arribar a fer 16,3 cm de llargària màxima.
- 8 radis tous a l'aleta dorsal.
- 37 vèrtebres.
- 27-29 escates a la línia lateral.[4][5]

## Hàbitat
És un peix d'aigua dolça, bentopelàgic i de clima tropical, el qual viu associat amb Hoplias malabaricus, Brycon fowleri, Characidium fasciatum, Hemibrycon velox, Inga densiflora, Cecropia peltata, Alocasia macrorhiza, Carludovica palmata i Calathea lutea.

## Distribució geogràfica
Es troba a Sud-amèrica: curs superior del riu Sinú (Colòmbia).

## Observacions
És inofensiu per als humans.